# Antiche unità di misura del circondario di Chiavari

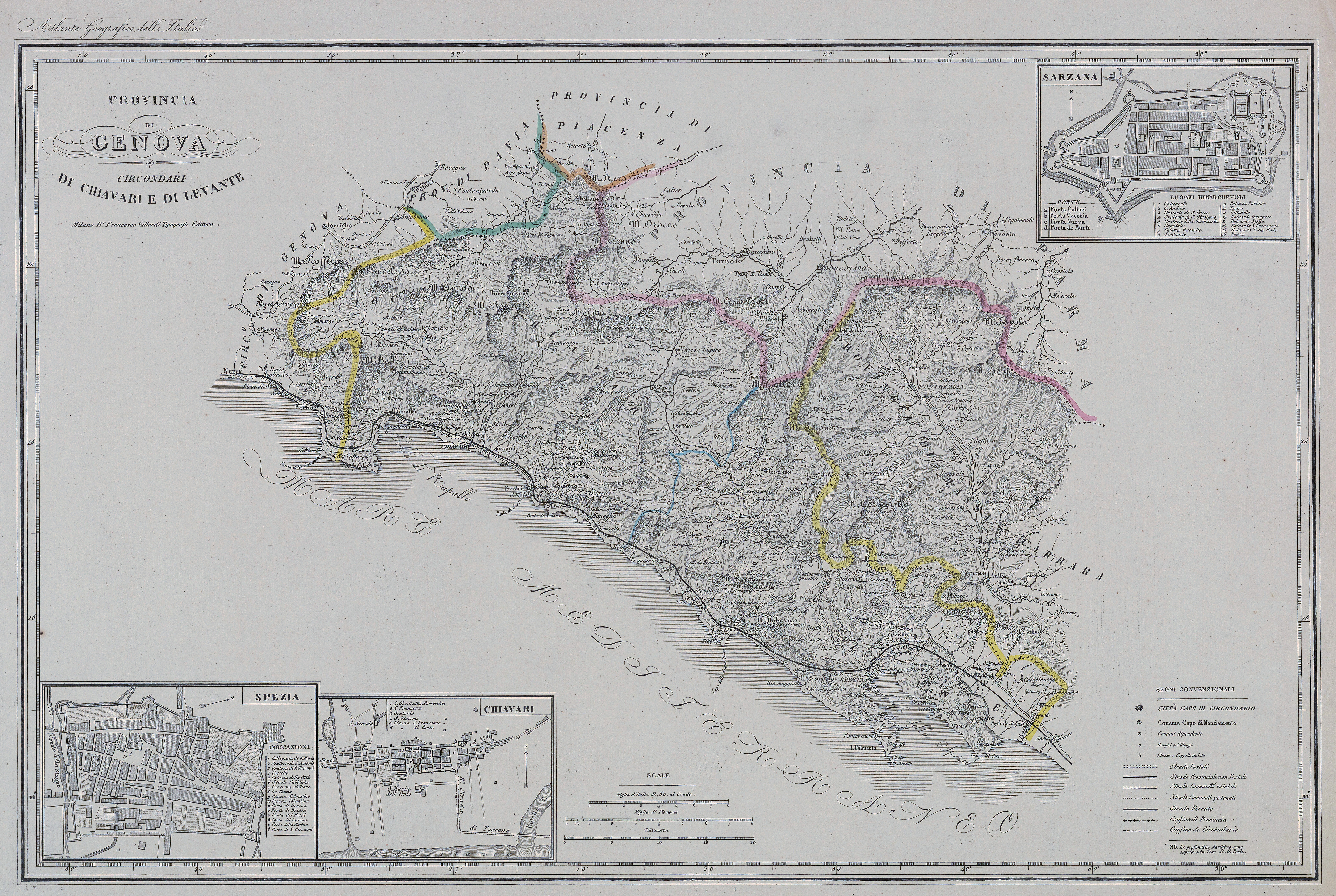
Mappa con indicazione dei confini del circondario di Chiavari nel 1865 circa

Sono qui riportate le conversioni tra le antiche unità di misura in uso nel circondario di Chiavari e il sistema metrico decimale, così come stabilite ufficialmente nel 1877.
Nonostante l'apparente precisione nelle tavole, in molti casi è necessario considerare che i campioni utilizzati (anche per le tavole di epoca napoleonica) erano di fattura approssimativa o discordanti tra loro.

## Misure di lunghezza
| Comuni         | Denominazione  | Valore   | Unità |
| -------------- | -------------- | -------- | ----- |
| Tutti i comuni | Cannella       | 2,977000 | m     |
| Tutti i comuni | Palmo genovese | 0,248083 | m     |
| Santo Stefano  | Braccio        | 0,670000 | m     |

La cannella è di 12 palmi e serve di base alle misure di superficie e di volume.
Il palmo si divide in 12 once, l'oncia in 12 punti, il punto in 12 atomi.
Dieci palmi fanno la canna, misura per le stoffe.
Nove palmi fanno la canna speciale per le stoffe di cotone.
Il braccio di Santo Stefano, che dicesi anche canna, serve per la misura dello stoffe.

## Misure di superficie
| Comuni         | Denominazione      | Valore   | Unità |
| -------------- | ------------------ | -------- | ----- |
| Tutti i comuni | Cannella quadrata  | 8,862529 | m²    |
| Tutti i comuni | Palmo quadrato     | 0,061545 | m²    |
| Tutti i comuni | Palmo superficiale | 0,738544 | m²    |

La cannella quadrata quando si usa per la misura del legname e dei muri si divide in 144 palmi quadrati, il palmo quadrato in 144 once quadrate.
Quando si usa per la misura dei terreni si divide in 12 palmi superficiali, il palmo superficiale in 12 once superficiali.

## Misure di volume
| Comuni         | Denominazione | Valore    | Unità |
| -------------- | ------------- | --------- | ----- |
| Tutti i comuni | Cannella cuba | 26383,749 | L     |
| Tutti i comuni | Palmo cubo    | 15,268373 | L     |

La cannella cuba è di 1728 palmi cubi.
Il palmo cubo è di 1728 once cube. L'oncia cuba è di 1728 punti cubi.
La cannella e le sue divisioni si impiegavano per la misura dei muri, delle pietre e del legname da costruzione.

## Misure di capacità per gli aridi
| Comuni                | Denominazione | Valore   | Unità |
| --------------------- | ------------- | -------- | ----- |
| Tutti i comuni        | Staro         | 29,13295 | L     |
| Santo Stefano d'Aveto | Staio         | 38,1300  | L     |
| Mezzanego             | Bogliola      | 20,2000  | L     |
| Cicagna e Neirone     | Staio         | 35,0000  | L     |

Lo staro si divide in 2 quarte, la quarta in 12 gombette.
Quattro stari fanno la mina.
I cereali si vendono d'ordinario a peso, e si dava il nome di mina ad un peso di 12 rubbi di Genova, peso grosso, di grano.
Lo staio di S. Stefano si divide in 14 coppelli, e talora si divide in metà e quarti.

## Misure di capacità per i liquidi
| Comuni                                  | Denominazione           | Valore   | Unità |
| --------------------------------------- | ----------------------- | -------- | ----- |
| Tutti i comuni                          | Barile da vino          | 53,1200  | L     |
| Tutti i comuni                          | Amola                   | 0,996000 | L     |
| Tutti i comuni                          | Barile da olio          | 64,7976  | L     |
| Tutti i comuni                          | Quarterone              | 0,511560 | L     |
| Varese Ligure                           | Boccale da vino         | 1,111750 | L     |
| Varese Ligure                           | Libbra da olio          | 0,341040 | L     |
| Favale, Lorsica, Neirone, Santo Stefano | Amola o boccale da vino | 1,096000 | L     |

Il barile da vino, detto anche terzarolo, è composto di Amole 53 1/3.
Amole 40 fanno il quartarolo, e 160 amole, ossia tre barili, fanno la mezzarola.
L'amola si divide in metà e quarti.
Il barile da olio è di quarteroni 126 2/3.
Il quarterone si divide in 6 misurette.
Nei comuni di Rapallo, Portofino, S. Margherita, Zoagli, Borzonasca, Carasco, Casarca, Castiglione, Nenone il barile da olio si faceva di 128 Quarteroni come a Genova.
In Varese 100 boccali fanno la soma da vino.
La libbra da olio corrisponde a 2/3 del quarterone usato in tutto il circondario.
In S. Stefano d'Aveto si usava anche il boccale di Varese che si ragguagliava a litri 1,112.
Nei comuni di Cicagna e Coreglio si usava fare il barile da vino di amole 56 e la mezzarola di amole 168.
In Moconesi la mezzarola era di amole 156, e quindi il barile di sole amole 52.
Nei Comuni di Neirone e Lorsica era anticamente in uso una mezzarola di amole 144, e perciò il corrispondente barile era di amole 48.
In Carasco la Mezzarola era di amole 162 ed il barile di 54.

## Pesi
| Comuni         | Denominazione | Valore   | Unità |
| -------------- | ------------- | -------- | ----- |
| Tutti i comuni | Rubbo         | 7,941600 | kg    |
| Tutti i comuni | Libbra        | 317,664  | g     |

Il rubbo, peso grosso di Genova, si divide in 25 libbre, la libbra in 12 once.
Sei rubbi fanno il cantaro, che si divide anche in 100 rotoli.
12 rubbi fanno la mina usata per il commercio dei cereali.

## Territorio
Nel 1874 nel circondario di Chiavari erano presenti 28 comuni divisi in 8 mandamenti.
- Borzonasca • Borzonasca, Mezzanego
- Chiavari • Carasco, Chiavari, San Colombano Certenoli, San Ruffino
- Cicagna • Cicagna, Coreglia di Fontanabona, Favale di Malvaro, Lorsica, Lumarzo, Moconesi, Neirone, Orero
- Lavagna • Cogorno, Lavagna, Ne
- Rapallo • Portofino, Rapallo, Santa Margherita Ligure, Zoagli
- Santo Stefano d'Aveto • Santo Stefano d'Aveto
- Sestri Levante • Casarza, Castiglione Chiavarese, Sestri Levante, Moneglia
- Varese Ligure • Maissana, Varese Ligure